# Escut de Xaló
L'escut oficial de Xaló té el següent blasonament:
| « | Escut quadrilong de punta redona, partit i migtruncat. Al primer quarter, de sinople, un castell d'or, maçonat de sable i aclarit del mateix esmalt. Al segon quarter, d'atzur, un ca rampant d'argent (pels Català). Al tercer quarter, d'argent, una banda d'atzur carregada de tres flors de lis, també d'argent (pels Valeriola). Per timbre, una corona reial oberta. | » |

## Història
Resolució del 22 de juny de 1993, del conseller d'Administració Pública. Publicat en el DOGV núm. 2.099, del 9 de setembre de 1993.
El castell al·ludeix a la fortalesa medieval del poble, avui desapareguda, mentre que al costat apareixen les armes dels Català de Valeriola, barons de Xaló.